# Celdoni Guixà i Alsina
Celdoni Guixà i Alsina   (Igualada, 12 d'agost de 1787 - Igualada, 5 de juliol de 1848) va ser un escultor català que combinà l'estil barroc amb el nou estil neoclàssic creant múltiples obres de caràcter civil i religiós. A Igualada hi ha un carrer anomenat en honor seu.

## Biografia

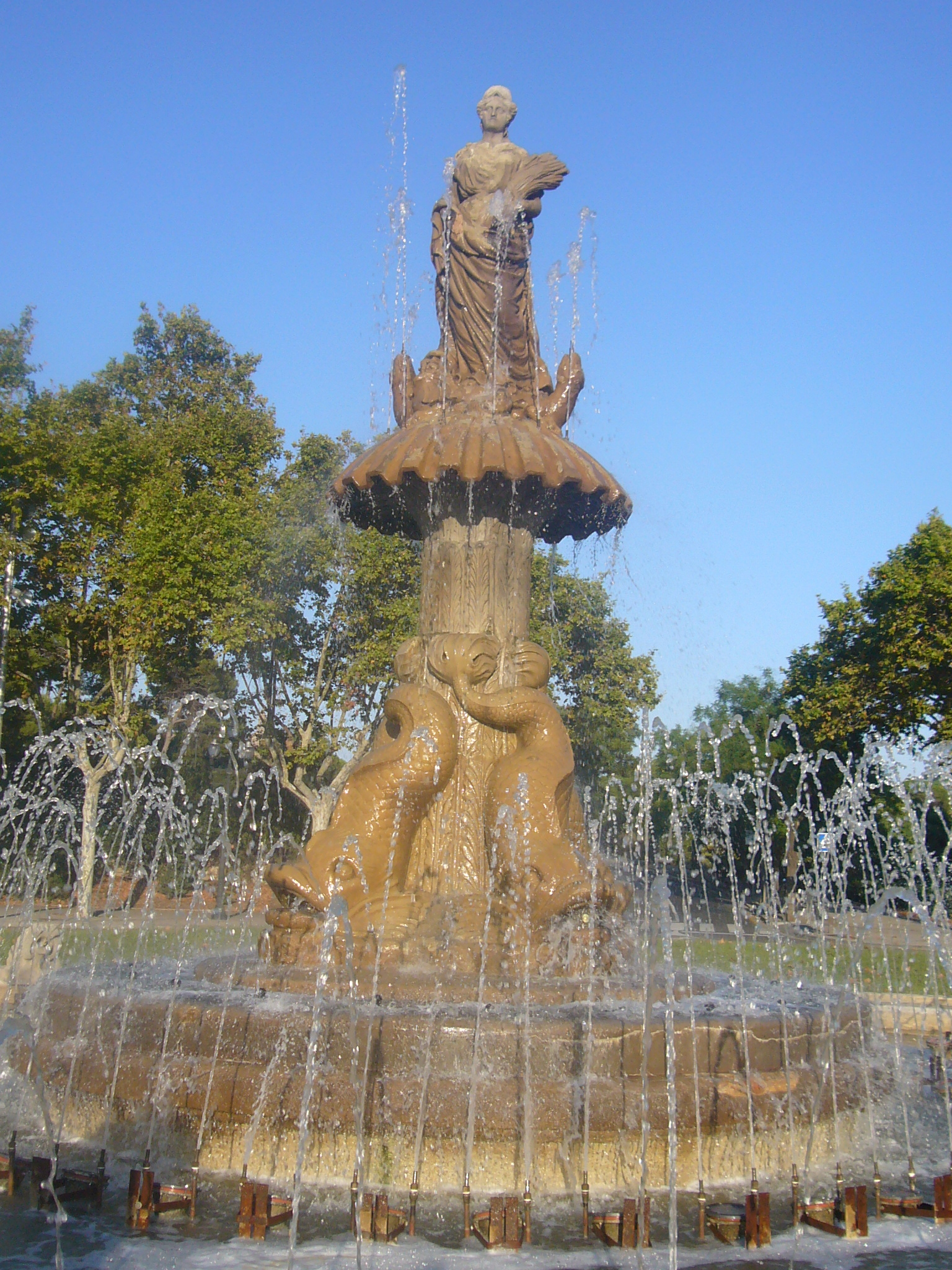
Font de Ceres, situada al Mirador del Llobregat, muntanya de Montjuïc, Barcelona

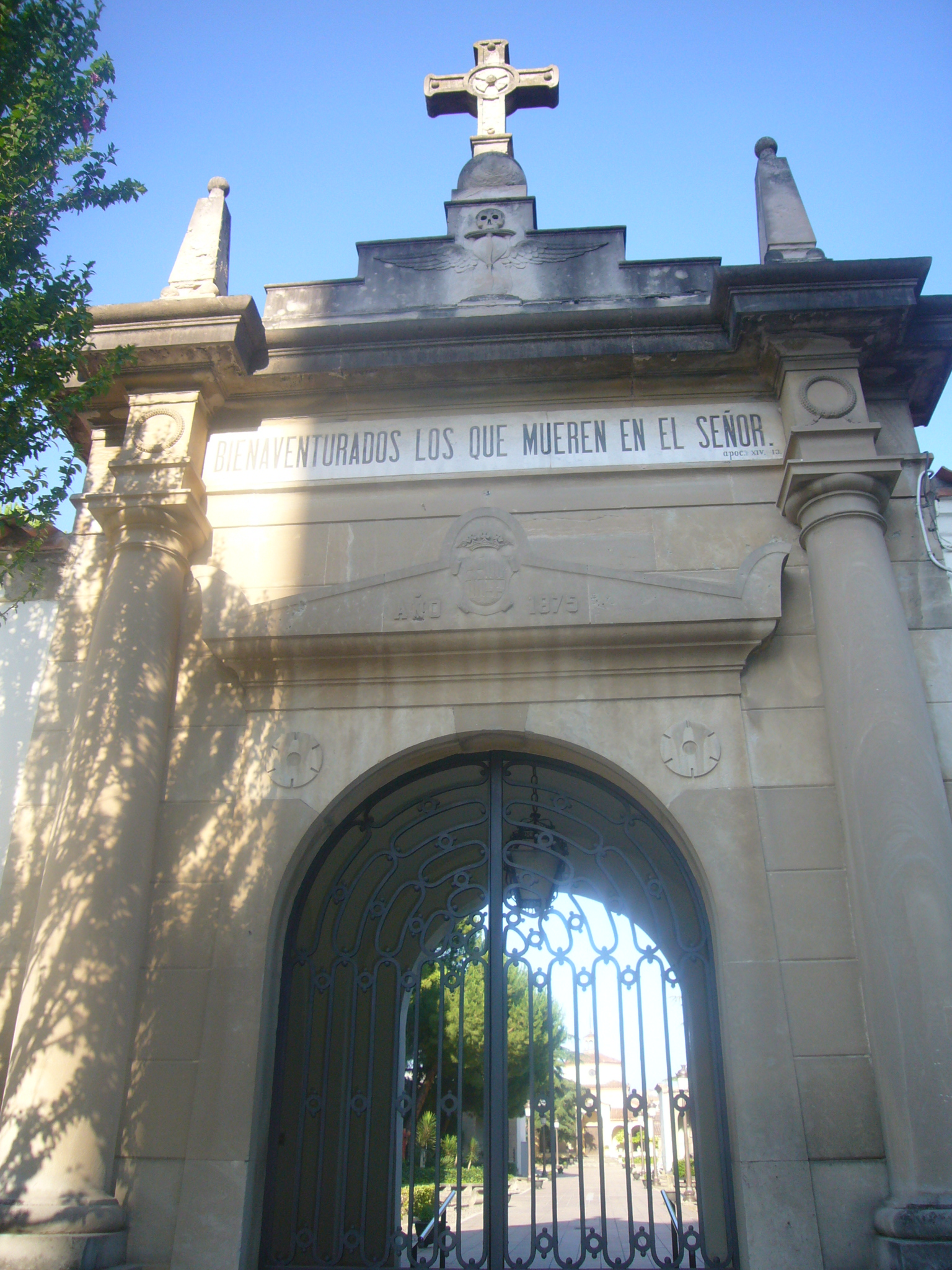
Porta d'accés al cementiri vell d'Igualada (1817), posteriorment modificada amb una inscripció del 1875

Nascut a la plaça de la Font Vella d'Igualada, actual plaça del Pilar, sisè fill de Josep Guixà Plana i Eulàlia Alzina Caresmar. Va formar-se a l'Escola de la Llotja de Barcelona, on posteriorment va ser professor de gravat (1840), amb l'escultor Salvador Gurri com a mestre. Va tenir un taller al carrer de Jerusalem de Barcelona. Durant uns anys va fer de professor a les Escoles Pies de Sant Antoni, 9 on va ser mestre de Domènec Talarn i Ribot.
Celdoni Guixà és autor de la Font de Ceres, construïda el 1825 i inaugurada el 28 de juny de 1830, una de les fonts ornamentals més antigues de Barcelona. Inicialment estava situada al Passeig de Gràcia a l'altura del carrer de Provença, i l'any 1874 va ser traslladada a la plaça Sortidor en el Poble Sec. Finalment la font va ser traslladada l'any 1919 al Mirador del Llobregat de la muntanya de Montjuïc, amb motiu de les obres de l'Exposició Internacional de Barcelona de 1929, on continua actualment. La font té una columna central a la part superior, on hi ha l'escultura de Ceres, deessa de l'agricultura i filla de Saturn, amb unes espigues a la mà. La columna està sustentada per 4 dofins que treuen aigua per la boca.
Fou autor dels ornaments i les quatre esfinxs de la Font de Neptú (1826), inicialment situada al Pla de Palau (Barcelona), avui dia a la plaça de la Mercè de Barcelona.

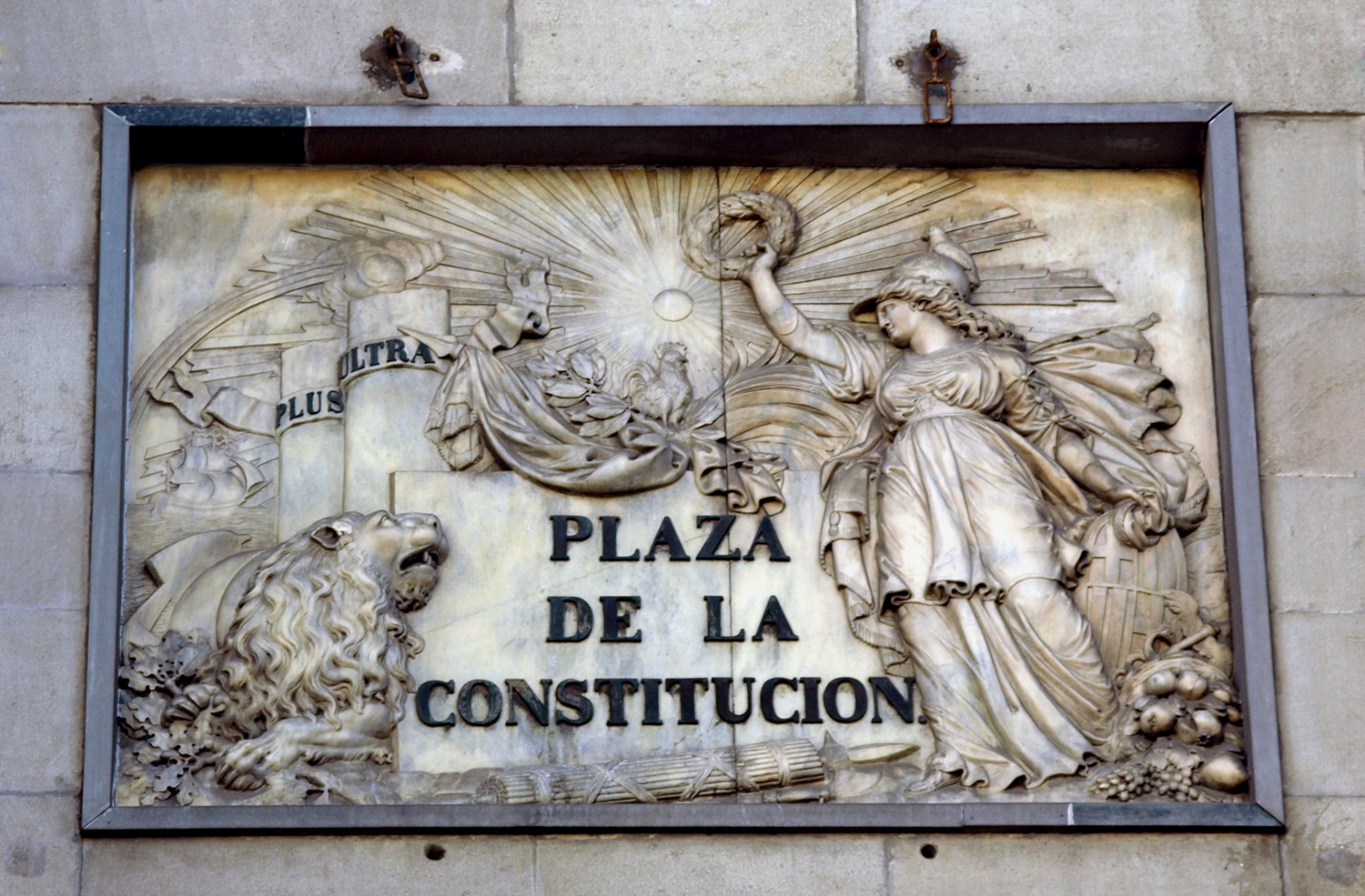
Placa en relleu esculpida per Celdoni Guixà a la façana de la Casa de la Ciutat (Barcelona) fins a l'any 2013 que fou traslladada al MUHBA

L'any 1840 va esculpir una placa en relleu que es va col·locar a la façana neoclàssica de l'edifici de l'Ajuntament de Barcelona. Aquesta placa s'inaugurà el 19 de novembre de 1840 amb motiu de la inauguració de la Plaça de la Constitució, actualment anomenada plaça de Sant Jaume, commemorant la Constitució Espanyola de 1837. Es van fer litografies del dibuix d'aquesta placa, les quals van ser repartides pel periòdic El Constitucional. L'any 2012 l'ajuntament decidí retirar aquesta placa que actualment es conserva al Museu d'Història de Barcelona. Guixà també va realitzar 8 capitells per a la façana de l'Ajuntament projectada per l'arquitecte Josep Mas i Vila.
A Igualada fou autor de la porta d'accés al cementiri vell (1817), amb 2 columnes dòriques que flanquegen l'entrada, i de diverses escultures, actualment desaparegudes, de l'església de Santa Maria d'Igualada, incloent una Mare de Déu dels Àngels i una altra de la Verge jacent. A Igualada se li atribueixen unes imatges petites que hi havia a les botigues de "Cal Parera", "Cal Senyor Magí" i la farmàcia Bausili.
Treballà en el cadirat del cor de l'església nova de Montserrat (1829), en els relleus de l'edifici dels Porxos d'en Xifré (1836), en el grup escultòric de l'edifici de les Peixateries, a Mataró, i possiblement en la Verge de l'Alba de Tàrrega. Va fer escultures, ara desaparegudes, per a les esglésies de Santa Maria del Mar i Santa Maria del Pi.